# Wasai
Wasai (oft auch Waisai) ist ein Desa, ein Distrikt und der Hauptort des indonesischen Regierungsbezirk Raja Ampat (Provinz Papua Barat Daya). Wasai liegt im Süden der Insel Waigeo. Der Flughafen von Wasai heißt Flughafen Marinda.